# Nassulida
Ordre
Les Nassulida sont un ordre de Ciliés de la classe des Nassophorea.

## Liste des familles
Selon GBIF (1er janvier 2023) :
- Colpodidiidae Foissner, 1995
- Cyclogrammidae
- Discotrichidae
- Furgasoniidae
- Leptopharyngidae
- Leptopharynidae
- Microthoracidae
- Nassulidae de Fromentel, 1874
- Paranassulidae Fauré-Fremiet, 1962
- Pseudomicrothoracidae
- Pseudotrachelocercidae
- Synhymeniidae
- Trochiliopsidae

## Systématique
Le nom valide de ce taxon est Nassulida Jankowksi, 1967.